# Douglas DC-8 Serie 63
El Douglas DC-8 Serie 63 era considerado, en 1968, el mayor avión de pasajeros del mundo. 
La serie "Super DC-8" 63 fue la última variante de nueva construcción y estuvo en servicio entre 1968 y 1984. Tenía el largo fuselaje del -61, los refinamientos aerodinámicos y una mayor capacidad de combustible del -62 y motores JT3D-7 de 19,000 lb (85.1 kN). Esto permitió un peso máximo de despegue de 350,000 libras (158,760 kg). Al igual que el -62, la Serie 63 también estaba disponible como puerta de carga equipada -63CF o toda la carga -63AF.  
Los cargueros tuvieron un aumento adicional en el peso máximo de despegue a 355,000 libras (161,030 kg). Eastern Air Lines compró seis -63PFcon el piso reforzado de los cargueros pero sin puerta de carga. La producción incluyó 41 DC-8-63s, 53 -63CF, 7 -63AF y 6 -63PFs. La Línea de tigre del vuelo era un cliente importante temprano para el DC-8-63F. 
Iberia lo utilizó, junto con la serie 52, para establecer un puente aéreo entre Santa Isabel (hoy Malabo) y Madrid; un servicio que utilizaron 3.810 personas. 

## Especificaciones

### Características generales, DC-8-32
- Tripulación: tres pilotos, 5 tripulantes de cabina
- Capacidad: 176 pasajeros en económica, o 124 en primera
- Longitud: 57,12 m
- Envergadura:  45,23 m
- Ancho: 13,21 m
- Área de alas: 257,4 m²
- Vacío: 60,8 t
- Max despegue: 140,6 t
- Turbinas: 4 Pratt & Whitney JT4A-9 turbojets, 74,7 kN c/u

### Rendimiento
- Max vel. crucero: 946 km/h
- Rango con peso max.: 7.410 km
- Carga alar: 546,2 kg/m²
- Potencia/Peso: 0,217